# Жените по време на Великата френска революция
По време на Великата френска революция жените във Франция осъзнали и почувствали осезателно подтисничеството на мъжете спрямо тях, което довело до основаване на революционни женски клубове и работнически съюзи. Те целели постигане на свобода, равенство и братство, които обаче да важат не само за мъжете, но и за нежния пол. Женските събирания били забранени, но въпреки техния първоначален неуспех жените от времето на Великата Френска революция успели да поставят началото на феминисткото движение.

## Положението на жените
През втората половина на 18 век във Франция по-голямата част от жените са живели на село, където освен домакинските задължения те са се трудили и на полето. Натоварването през един такъв тежък ден било напълно нормално. Така селянката по това време трябвало да се грижи за домакинството и децата и да обработва земята наравно с мъжете. Затова не било и чудно че човек, случайно минаващ покрай някое село оприличавал често 28-годишните жени на 50, дори 60-годишни.
Положението на жените в градовете обаче изглеждало съвсем различно. Тук обществото било разделено на различни социални категории, в които отношенията също били различни. Става ясно, че преди да сключи брак, жената е уважавана, но след това тя губела правото си на глас относно въпросите, засягащи финансите на семейството и децата. За нея било трудно дори след кончината на съпруга си да се добере до парите му, и което е още по-странно – да поеме грижите за собствените си деца. Освен това не е имало възможност за анулиране на брака или получаване на развод, дори и при прояви на насилие и жестокост в семейството, тъй като това било недопустимо според законите на църквата.

## Известни жени, живели по време на Революцията
Г-жа дьо Стал, дъщеря на финансовия министър Некер, и г-жа Жан-Мари Ролан дьо ла Платиер, съпруга на жирондиста Жан-Мари Ролан дьо ла Платиер, който през 1792 година става вътрешен министър), били жени от едрата буржоазия. Г-жа Жан-Мари Ролан, като ревностна републиканка, упражнявала голямо влияние върху политиката на жирондистите чрез нейния салон, в който от 1791 година управляващите жирондисти се срещали. Г-жа Дьо Стал също разполагала със „стратегически“ важен салон в Париж, в който се навъртали влиятелни личности от политическия и интелектуалния свят на Франция. В тези салони се събирали важни действащи политици, а домакините били пълни с идеи и участвали при вземането на много от важните решения по това време, без да са били много известни в обществото.
Шарлот Корде планира убийството на Жан-Пол Марат, председател на клуба на якобинците и яростен противник и преследвач на жирондистите. Корде искала да унищожи врага на жирондистите и по този начин да сложи край на терора. Въпреки че няколко дни по-късно французойката била гилотинирана, нейната храброст ѝ донесла известност и вдъхновила много други жени да се включат активно в Революцията.
Във Френската революция са взели участие и много неизвестни жени, които така и не се докосват до славата на герои: например Олимпия дьо Гуж, която съставя Декларация за правата на жената и гражданката. Множество неизвестни жени се били редом с мъжете, а политически активните сред тях дори е трябвало да се бият на 2 фронта – за политически цели и за равнопоставеност спрямо мъжете. Някои народни представители също се застъпвали за исканията за равноправие, като например Антоан дьо Кондорсе, който призовавал гражданското право да важи и за двата пола. Голямо значение по това време са имали и клубовете, които съществували за жените и се превръщали в средище на дискусии между тях относно равенството с другия пол и правото на участие в избори.